# Manoir de la Bourdelais
Le manoir de la Bourdelais est situé à Campénéac en France.

## Localisation
Le manoir est situé sur le territoire de la commune de Campénéac, au lieu-dit La Bourdelais, dans le département du Morbihan en région Bretagne.

## Description
Édifice hétérogène et remanié. Dans l'état actuel, il présente un plan allongé divisé par un mur de refend avec ancienne salle à gauche, cheminée en pignon, cloison en pan de bois et torchis, escalier droit contre le mur de refend, escalier à vis dans œuvre dans l'angle, une porte dans le mur postérieur ; une autre porte dans le refend, à linteau mouluré en accolade sur corbelets ; à droite, pièce de service non chauffée. Sol en terre battue.Au-dessus de la pièce de service, ancienne salle avec, en façade, grande fenêtre (agrandie) à linteau mouluré en accolade, archivolte et fleuron, pieds-droits moulurés en cavet.

## Historique
Le manoir est bâti au XVIe siècle, en deux campagnes de construction. Il est inscrit à l'inventaire général du patrimoine culturel en 1984.